# Мікамі Саяка
Мікамі Саяка (8 грудня 2000) — японська стрибунка у воду.
Учасниця Олімпійських Ігор 2020 року, де в стрибках з 3-метрового трампліна посіла 16-те місце.